# ألبرتو كوينتيرو
ألبرتو كوينتيرو (بالإسبانية: Alberto Quintero)‏ هو موزع ومنتج أسطوانات وملحن إسباني، ولد في 1 أكتوبر 1970.